# Bentley Grand Prix
Bentley Grand Prix – samochód sportowy klasy średniej wyprodukowany pod brytyjską marką Bentley w 1994 roku.

## Historia i opis modelu
Na początku lat 90. XX wieku sułtan Brunei Hassanal Bolkiah stał się najważniejszym klientem Bentleya, zlecając brytyjskiej firmie budowę od podstaw kilkunastu unikatowych modeli mających zasilić rozbudowywaną wówczas kilkutysięczną kolekcję samochodów. Jednym z nich był model Grand Prix, który radykalnie odchodził od koncepcji reprezentowanej przez ówczesne modele Bentleya.
Samochód zyskał smukłą sylwetkę, która obfitowała w liczne przetłoczenia, łuki i zaokrąglenia. Pas przedni przyozdobiły pojedyncze, okrągłe reflektory sąsiadujące z odrębnymi kloszami kierunkowskazów, a także mniejsza niż w seryjnych Bentleyach atrapa chłodnicy pozbawiona chromu. Typowo dla samochodów sportowych, maska była podłużna, a tył był krótko ścięty. Kabina pasażerska utrzymana została w luksusowej estetyce, będąc wykończoną czerwoną skórą tożsamą z taką samą barwą lakieru nadwozia. Za projekt stylistyczny Bentleya Grand Prix odpowiedzialny był doświadczony projektant i inżynier, Peter Hill.
Dla obniżenia masy całkowitej, do budowy karoserii Bentleya Grand Prix wykorzystano komponenty aluminium oraz włókna węglowego, na czele z maską. Do napędu, który przenoszony był na obie osie, wykorzystany został standardowy dla brytyjskiej firmy silnik V8 o pojemności 6,75 litra.

### Sprzedaż
Bentley Grand Prix został zbudowany na wyłączne zamówienie sułtana Brunei, powstając w 1994 roku łącznie w 6 sztukach. Produkcją pojazdu zajęła się włoska Pininfarina. Istnienie samochodu udokumentowano dzięki fabrycznym informacjom Bentleya i nie sfotografowano go już nigdy później, przez co dalsze losy pojazdu po trafieniu do kolekcji sułtana są nieznane. Wszystkie egzemplarze przystosowane były do ruchu lewostronnego.

### Silnik
- V8 6,75 l